# El gran dragón rojo
Las pinturas de El Gran Dragón Rojo son una serie de pinturas en acuarela realizadas por el poeta y pintor inglés William Blake entre 1805 y 1810. Durante este período le fue encomendado crear cientos de pinturas con la intención de ilustrar los libros de la Biblia. Estas pinturas representan 'El Gran Dragón Rojo' en varios acontecimientos del Apocalipsis.

Y se dejó ver otra «señal» en el cielo: allí estaba un gran dragón rojizo que tenía siete cabezas y diez cuernos, y en sus cabezas siete diademas; y su cola barrió la tercera parte de las estrellas del cielo y las lanzó a la tierra.
Ap. 12:3-4, Sagrada Biblia.

Luego apareció en el cielo otra señal: un gran dragón rojo que tenía siete cabezas, diez cuernos y una corona en cada cabeza. Con la cola arrastró la tercera parte de las estrellas del cielo, y las lanzó sobre la tierra. El dragón se detuvo delante de la mujer que iba a dar a luz, para devorar a su hijo tan pronto como naciera.
Apocalipsis 12:3-4

## Las pinturas
El Gran Dragón Rojo y la Mujer revestida en Sol
En esta pintura, el Dragón se muestra listo para devorar al niño de una mujer embarazada tal y como es representado en Apocalipsis 12.
Altura: 54,6 cm, anchura: 43,2 cm.
Almacenado en el Museo de Brooklyn.
El Gran Dragón Rojo y la Mujer revestida con el Sol
Esta imagen es similar a El Gran Dragón Rojo y la Mujer Revestida en Sol pero mostrada desde un punto de vista diferente.
Altura: 40,8 cm, anchura: 33,7 cm.
Almacenado en la Galería Nacional de Arte, Washington.
El Gran Dragón Rojo y la Bestia del Mar
Altura: 40,1 cm, anchura: 35,6 cm.
Almacenado en la Galería Nacional de Arte, Washington.
El Número de la Bestia es 666
Altura: 40,6 cm, anchura: 33 cm.
Almacenado en el Rosenbach Museum & Library.